# Al-Ubulla
al-Ubulla oppure Obolla (in arabo الأبلة‎?) era una città dell'Iraq che sorgeva sul delta del fiume Tigri, sul tratto iniziale dello Shatt al-'Arab.

## Storia
Capolinea delle rotte commerciali marine che conducevano in India e in Estremo Oriente, al-Ubulla conobbe grandi fortune economiche, messe poi per sempre in ombra dal sorgere e dal successivo sviluppo di Baṣra, nata inizialmente quattro farsakh (parasanga) a ovest, come centro militare (miṣr) e, presto, burocratico-amministrativo, senza particolari fini economico-commerciali, assegnati invece a Ubulla.
La città fu attiva già in tempi seleucidi e lakhmidi e va forse individuata con il "Porto di Apologos" che viene citato nell'anonimo Περίπλους τὴς Ἐρυθράς Θαλάσσης (lat. Periplus Maris Erythraei, del II secolo circa).

In epoca sasanide s'ipotizza che la città facesse parte della provincia di Mesene o Mayshān.

## Conquista arabo-islamica e decadenza
Ubulla fu conquistata dalle truppe arabo-islamiche di 'Utba ibn Ghazwan nel 635/14 E.. La sua decadenza cominciò presto, attestata dagli storici e dai geografi che, già dal X secolo, parlarono solo di sfuggita della città, che mantenne comunque una popolazione abbastanza numerosa per tutto il periodo abbaside, maggiore comunque di quella di Baṣra.